# Sistema Econômico Latino-Americano e do Caribe
O Sistema Econômico Latino-Americano e do Caribe (em castelhano:  Sistema Económico Latinoamericano y del Caribe, em francês: Système Economique Latinoaméricain et Caribéen, em inglês: Latin Ameriacan and Caribbean Economic System), conhecido pelo acrônimo SELA, é um foro regional intergovernamental sediado em Caracas, capital da Venezuela, integrada por 26 países da América Latina e do Caribe. Foi criado em 17 de outubro de 1975 por meio do Convênio Constitutivo do Panamá.

## Objetivos
Os objetivos do SELA são a promoção e coordenação de posições e estratégias comuns relacionadas com a economia da América Latina e do Caribe com outros países, grupos de nações, foros e organismos internacionais, além da estimulação e impulsionamento da cooperação e integração entre os países latino-americanos e caribenhos.

## Estrutura
A estrutura institucional está baseada em três órgãos. O Conselho Latino-Americano (CLA) reúne anualmente os representantes de cada país-membro para estabelecer as políticas gerais através consensos. As decisões tomadas pelo CLA são implementadas pela Secretaria Permanente, que é o órgão técnico-administrativo dirigido por um secretário permanente eleito pelo CLA com mandato de quatro anos.
Há também os Comitês de Ação, que são mais flexíveis. São criados para cumprir determinado interesse de pelo menos dois membros a fim de promover programas e projetos em conjuntos numa determinada área destinada à cooperação. Quando tem o objetivo alcançado, é dissolvido, mas também pode ser transformado num organismo permanente.

## Membros
O SELA é atualmente integrado por pelos seguintes países-membros:
| País                 | Data da entrada         | População (2007) | Área (km²) | PIB (PPC) em milhões |
| -------------------- | ----------------------- | ---------------- | ---------- | -------------------- |
| Panamá               | 4 de dezembro de 1975   | 3 242 232        | 75 517     | 29 140               |
| Cuba                 | 14 de janeiro de 1976   | 11 417 356       | 110 861    | 51 110               |
| México               | 14 de janeiro de 1976   | 106 682 891      | 1 958 201  | 1 353 000            |
| Venezuela            | 14 de janeiro de 1976   | 26 085 281       | 912 050    | 335 000              |
| Guiana               | 17 de janeiro de 1976   | 775 283          | 214 969    | 4 057                |
| Nicarágua            | 2 de fevereiro de 1976  | 5 703 689        | 130 000    | 18 170               |
| Equador              | 2 de abril de 1976      | 13 752 593       | 283 561    | 98 280               |
| Jamaica              | 4 de abril de 1976      | 2 780 520        | 10 991     | 13 470               |
| Peru                 | 29 de abril de 1976     | 28 675 628       | 1 285 216  | 217 500              |
| Brasil               | 14 de maio de 1976      | 189 985 135      | 9 114 877  | 1 838 000            |
| Barbados             | 4 de junho de 1976      | 280 870          | 430        | 5 530                |
| República Dominicana | 4 de junho de 1976      | 9 366 595        | 48 442     | 85 400               |
| Bolívia              | 7 de junho de 1976      | 9 119 372        | 1 098 581  | 39 780               |
| Trinidad e Tobago    | 7 de junho de 1976      | 1 333 000        | 5 130      | 22 930               |
| Honduras             | 14 de junho de 1976     | 7 484 902        | 112 088    | 24 690               |
| Guatemala            | 2 de novembro de 1976   | 14 775 189       | 108 889    | 67 450               |
| Argentina            | 10 de janeiro de 1977   | 40 677 348       | 2 780 400  | 523 700              |
| Costa Rica           | 15 de fevereiro de 1977 | 4 134 500        | 51 100     | 55 950               |
| Uruguai              | 16 de março de 1977     | 3 447 920        | 175 016    | 37 050               |
| Haiti                | 17 de março de 1977     | 8 706 622        | 27 750     | 15 820               |
| Chile                | 18 de outubro de 1977   | 16 285 071       | 756 096    | 234 400              |
| Colômbia             | 18 de junho de 1979     | 44 858 434       | 1 138 914  | 320 400              |
| Suriname             | 27 de julho de 1979     | 458 000          | 163 820    | 3 449                |
| Paraguai             | 19 de setembro de 1986  | 6 667 884        | 406 752    | 26 550               |
| Belize               | 6 de março de 1992      | 287 084          | 22 966     | 2 336                |
| Bahamas              | 25 de março de 1998     | 303 790          | 13 878     | 6 925                |
| Granada              | 25 de novembro de 2008  | 89 702           | 344        | 982                  |
| Total                | Total                   | 557 376 891      | 21 006 839 | 5 431 069            |

### Observadores
Há também os organismos observadores do Conselho Latino-Americano do SELA. São eles:
| - AEC - ALADI - ALIDE - BCIE - BID - BLADEX - CAF - CAN - CARIBANK - CARICOM - CCI |  | - CEMLA - CEPAL - CIC - EIRDa - FAO - FLAR - FONPLATA - IICA - INTAL - OECO - OIM |  | - OLADE - OLDEPESCA - OMC - OMPI - ONU - ONUDI - OPAS/OMS - PARLANDINO - PARLACEN - PARLATINO |  | - PNUD - PNUMA - RITLA - SICA - SIECA - TJCA - UNCTAD - UNESCO - UNICEF - UE |

## Reuniões
As cúpulas da CLA são feitas a cada ano. De 1999 (XXV Reunião) a 2007 (XXXII Reunião), as sedes foram as mesmas, a própria sede da SELA: Caracas. Em 2004, foi realizada a XXX Reunião Ordinária do Conselho Latino-Americano do SELA, marcando trinta edições dessa conferência.